# Ute Remus
Ute Remus (* 1941 in Hamburg) ist eine deutsche Schauspielerin, Radiomoderatorin und -redakteurin sowie Vorleserin und Schriftstellerin. Sie arbeitete unter anderem in der Redaktion der WDR 2-Radiosendung daheim und unterwegs und leitete das frauenpolitische Hörfunk-Magazin Abwasch auf WDR 5.

## Leben
Ute Remus wurde als drittes Kind ihrer Mutter Klara und ihres Vaters Ferdinand als „Nachzüglerin“ 1941 in Hamburg geboren. Ihr Vater starb 1951, als sie zehn Jahre alt war, und sie besuchte das neusprachliche Gymnasium in Hamburg-Rahlstedt.
Nach einer Ausbildung zur Schauspielerin hatte sie Engagements an Theatern in Hamburg („Theater am Mundsburger Damm“), Karlsruhe und Baden-Baden. Beim dortigen Südwestfunk sammelte sie parallel erste Hörfunkerfahrung als Sprecherin, im Hörspiel und im Bereich Reportage, bevor sie 1976 als Hörfunkredakteurin mit Moderationsaufgaben zum WDR wechselte und ihren Lebensmittelpunkt nach Köln verlagerte. Sie konzipierte und leitete ab 1974 die neue Hörfunkreihe Alltagskonflikte im WDR 2, für die sie mehrfach ausgezeichnet wurde – 1989 für eine Folge über deutsch-türkische Liebesbeziehungen mit dem Civis Hörfunkpreis für besondere Programmleistungen. Im selben Jahr sorgte eine Sendung über den § 218 für eine Beschwerde von Abtreibungsgegnern beim Rundfunkrat, der teilweise stattgegeben wurde.
Politisch engagierte sich Remus auf vielfältige Weise, unter anderem war sie ab 1972 im Vorstand des Republikanischen Clubs in Köln, unterstützte  die feministische Zeitschrift Courage und setzte sich später für die Verbesserung der Situation von Frauen in Medienberufen ein.
Nach Beginn ihres Ruhestands als Hörfunkjournalistin produzierte sie im Eigenverlag ein Hörbuch zu der Künstlerin Emma Gertrud Eckermann und eine Hommage an die Künstlerin Lou Straus-Ernst auf CD. Nach längerer Recherche publizierte Remus 2013 einen „Roman in Fragmenten“ inklusive Hörbuch über ihre eigene Familiengeschichte.
In ihrem Wohnort Brühl engagiert sie sich für das Max-Ernst-Museum, im örtlichen Kunstverein und seit 2015 auch in der Flüchtlingshilfe, in vielen Fällen als Teilnehmerin an Lesungen.
Ute Remus ist Mutter eines Sohnes.

## Auszeichnungen
- 1976: Kurt-Magnus-Preis für Hörfunknachwuchs[2]
- 1989: Civis Hörfunkpreis – Sonderpreis für besondere Programmleistungen für „Alltagskonflikte – Mit so einem gehst Du? – Deutsch-türkische Liebe“ (WDR)[15]

## Werke (Auswahl)
- Sollst je du sollst du Schwänin auf dem Ozean. Hommage an Louise Straus-Ernst. Schmidt von Schwind, Köln 2004, ISBN 3-932050-23-1.
- Bloß nicht auf Sand bauen! Verlag Ralf Liebe, Weilerswist 2013, ISBN 978-3-941037-97-7.
- Mit dem Buch im Gepäck. (Erzählungen, Zeichnungen). Selbstverlag, Brühl 2014.